# Glenys Linos
Glenys Linos (* 29. September 1937 in Kairo; † 30. Januar 2020 in Wien) war eine britisch-griechische Opernsängerin (Mezzosopran).

## Leben
Glenys Linos, die Tochter eines Engländers und einer Griechin, wurde als Glenys Birch in Kairo geboren. Sie wuchs in Großbritannien auf, wo sie auch die Schule besuchte. Linos absolvierte ein Musikstudium am Konservatorium von Athen. Zunächst lernte sie Querflöte, wechselte jedoch dann zum Gesang. Gesangsunterricht erhielt sie von der berühmten Opernsängerin Elvira de Hidalgo in Mailand; später ließ sie sich stimmtechnisch von Dennis Hall in Bern beraten. Bis 1974 trat sie unter dem Namen Glenys Loulis auf. Linos sang zunächst in Deutschland. Sie hatte Festengagements am Stadttheater Mainz (1968–1969), am Stadttheater Ulm (1969–1973) und am Staatstheater Wiesbaden (1973–1977). Seit 1977 trat Linos regelmäßig am Opernhaus Zürich auf. Bis 1982 war sie dort festes Ensemblemitglied; danach war sie mit einem festen Gastvertrag weiterhin an das Haus gebunden.
In Zürich sang sie unter anderem die Messagera in L’Orfeo (1978; Musikalische Leitung: Nikolaus Harnoncourt, Inszenierung: Jean-Pierre Ponnelle), die Gräfin Geschwitz in Lulu (1979; in der Schweizer Erstaufführung der von Friedrich Cerha ergänzten Fassung, Regie: Götz Friedrich), die Charlotte in Werther (1979, gemeinsam mit Peter Dvorsky), die Brangäne in Tristan und Isolde (1980, Premiere: Juni 1980 im Rahmen der Internationalen Juni-Festwochen), die Giulietta in Hoffmanns Erzählungen (Premiere: September 1980, Regie: Hans Neugebauer, mit Alfredo Kraus als Partner) und die Titelrolle in Penthesilea (1984/1985). Die Gräfin Geschwitz sang sie „mit sattem Mezzosopran“ auch in der Zürcher Lulu-Wiederaufnahme in der Spielzeit 1980/81 (ab Mai 1981). Im April 1981 war sie am Opernhaus Zürich die „stimmschöne“ Brangäne in Wagners Musikdrama Tristan und Isolde, als Partnerin von Janis Martin, die in dieser Vorstellung ihr Rollendebüt als Isolde gab.
In Zürich trat sie in mehreren Spielzeiten auch als Bizets „Carmen“ auf (in Jean-Pierre Ponnelles Inszenierung). Diese Partie sang sie im Verlaufe ihrer Karriere über 200 Mal an verschiedenen Bühnen, darunter auch an der Opéra de Paris in einer Aufführungsserie im Palais des Sports, an der Bayerischen Staatsoper, der Deutschen Oper Berlin, in Bern, Cardiff sowie an weiteren französischen Häusern wie Toulouse (unter Michel Plasson), Nancy (unter Marc Soustrot), Orléans und mit dem Ensemble der Pariser Oper (unter Pierre Dervaux, mit Guy Chauvet als José) in einer speziellen Aufführung in der Stierkampfarena von Bayonne.
1971 trat sie bei den Bayreuther Festspielen in der Rolle der Schwertleite in der Oper Die Walküre auf. 1978 sang sie bei den Münchner Opernfestspielen die Amme in der Oper Die Frau ohne Schatten. 1979 gastierte sie am Staatstheater Wiesbaden als Adriano in Richard Wagners Frühwerk Rienzi. In der Spielzeit 1981/82 trat sie am Stadttheater Bern als Santuzza in einer Neuinszenierung von Cavalleria rusticana auf. 1982 trat sie beim Maggio Musicale Fiorentino in Ken Russells Inszenierung von Strawinskys Rake's Progress auf; im Dezember desselben Jahres sang sie in zwei konzertanten Aufführungen im Casino-Saal Bern „mit beachtlichem Stimmpotential“ die Brangäne in Wagners Musikdrama Tristan und Isolde. Von 1984 bis 1986 sang sie bei den Salzburger Festspielen die Mutterrolle der Storge in einer szenischen Umsetzung des Oratoriums Jephtha. In der Spielzeit 1984/85 trat sie an der Opéra National de Paris als Laura in der Oper Der steinerne Gast von Alexander Sergejewitsch Dargomyschski auf. In der Spielzeit 1984/85 sang sie am Grand Théâtre de Genève die Lucretia in der Britten-Oper The Rape of Lucretia.  In der Spielzeit 1984/85 sang sie außerdem am Stadttheater Bern die Titelheldin in der Oper Penthesilea von Othmar Schoeck. In der Spielzeit 1985/86 sang sie am Opernhaus Frankfurt die Dido in einer Neuinszenierung von Dido und Aeneas.
Im Mai/Juni 1986 übernahm sie an der Mailänder Scala mit großem Erfolg die Geneviève in der Oper Pelléas et Mélisande. Von diesen Aufführungen unter der musikalischen Leitung von Claudio Abbado existiert auch ein Live-Mitschnitt, der später auf CD veröffentlicht wurde.
In der Spielzeit 1987/88 gastierte sie am Theater Basel als Mrs. Quickly in Falstaff. In der Spielzeit 1988/89 übernahm sie am Opernhaus Zürich die Rolle der Auntie in einer Neuinszenierung der Oper Peter Grimes; diese Rolle sang sie auch in der Wiederaufnahme in der Spielzeit 1989/90 (ab September 1989).
Sie trat auch an der Royal Opera Covent Garden in London (Februar 1981 als Gräfin Geschwitz in Lulu), am Opernhaus von Monte Carlo (1981 als Annina in Der Rosenkavalier, 1984 als Charlotte), an der Opéra Royal de Wallonie in Lüttich (1982/83), am Opernhaus von Nizza (1984 als Preziosilla in Die Macht des Schicksals), an der Vlaamse Opera in Gent und Antwerpen (1984 als Santuzza in Cavalleria rusticana), in Lausanne (1986 als Zauberin in Dido and Aeneas), an der Oper Rom (November 1986 als Irmengarda in der Spontini-Oper Agnese di Hohenstaufen), am Teatro Comunale in Bologna (1987 als Clairon in Capriccio) und am Teatro Nuovo in Spoleto (1989 als Klytämnestra in Elektra).
In der Spielzeit 1990/91 sang sie, „voluminös auftrumpfend“ und „mit beachtlicher Mezzo-Substanz“, am Opernhaus Frankfurt die Rolle der Witwe Leokadja Begbick in einer Neuinszenierung von Kurt Weills Oper Aufstieg und Fall der Stadt Mahagonny. 1992 nahm sie in dieser Rolle auch ihren Abschied von der Opernbühne.
Linos trat als Konzertsängerin mit einem breitgefächerten Repertoire hervor, das von der Barockmusik bis zu Gustav Mahler (Das Lied von der Erde) reichte und die zeitgenössische Musik des 20. Jahrhunderts umfasste.
1985 sang sie beim Musikverein Essen unter der musikalischen Leitung von Heinz Wallberg das Altsolo in der Sinfonie Roméo et Juliette, op. 17 von Hector Berlioz. Mit der Staatsphilharmonie Rheinland-Pfalz und dem Beethoven-Chor Ludwigshafen sang sie 1987 in dem Oratorium Das Paradies und die Peri. Im April 1990 sang sie mit dem Tonhalle-Orchester Zürich das Verdi-Requiem.
1980 trat sie als Sängerin in der Fernsehshow Einer wird gewinnen auf. 1990 wurde ein Live-Mitschnitt der Oper Andrea Chénier aus der Alten Oper Frankfurt, in dem sie als „vokalkompetente Madelon herausragt“, auf CD veröffentlicht.
Nach dem Ende ihrer Karriere war Linos intensiv als Gesangslehrerin und Gesangsprofessorin tätig, in den 1990er Jahren zunächst in Zürich und an der Royal Academy of Music in London, dann in Wien.
Linos war mit dem österreichischen Dramaturgen und Musikwissenschaftler Gerhard Persché verheiratet.